# Claire Redfield
Claire Refield je izmišljeni lik iz japanskog horor serijala videoigara Resident Evil. Protagonist je u više igara, počevši s drugom.

## Životopis
Claire je mlađa sestra Chrisa Redfielda. Prvi put se pojavljuje u igri Resident Evil 2. Došla je u Raccoon City pronaći brata, ali pronalazi samo kaos i teror. Brzo saznaje da joj je brat otišao u Europu. Udružuje snage s Leonom kako bi pobjegli iz grada prepunog zombija i drugih čudovišta. Ubrzo sreću Sherry, kćer doktora Birkina, čovjeka koji je uzrokovao širenje t-virusa gradom. Nakon uspješnih borbi i odlaska iz grada, kreće u potragu za bratom (Resident Evil: Code Veronica). Umbrella je zarobi i preveze na otok Rockfort, odakle uspije pobjeći. Goneći negativce, odlazi na Južni pol, gdje ju ubrzo sustiže njezin brat. Zajedno pobijede i unište sve protivnike.
Opet je susrećemo u Resident Evil: Revelations 2, kada ju Alex Wesker zatočuje (zajedno s Moirom Burton) jer radi za TerraSave, protu-bioterorističku organizaciju. Na kraju uspije pobjeći (s Moirom i njezinim ocem).